# 硫黄棘豆
硫黄棘豆（学名：Oxytropis sulphurea）为豆科棘豆属下的一个种。